# Jahcoozi
Jahcoozi è un trio musicale composto da Sasha Perera, Robot Koch e Oren Gerlitz il loro genere è un misto di elettronica, hip hop e reggae.

## Discografia

### Album
- 2010 Barefoot Wanderer (BPitch Control)
- 2007 Blitz N Ass (A Sound)
- 2005 Pure Breed Mongrel (Kitty Yo)

### EPs
- 2005 Black Barbie EP (Kitty Yo)
- 2004 Rebel Futurism Part2 (Crosstown Rebels)
- 2004 V.A.: Girls EP (Shadetek Records)
- 2003 Fish 12" (WMF Records)

### Remixes & Features
- 2006 Black Barbie/stereotyp remix
- 2006 Unknownmix - The Siren (Playhouse)
- 2006 Modeselektor feat. Jahcoozi – Silikon (Bpitch Control)
- 2005 Raz Ohara - Hymn (Kitty cuts)
- 2004 Mendelson - White Canary (Fein raus/kompakt)
- 2003 Panorama - Super Race Monkey (Hamton Recordings)

### Compilations
- 2006 Slices (Electronic Beats)
- 2006 Arezzowave Vol. 6 (Arezzowave)
- 2006 DJ Daruma Mix CD (EMI, Japan)
- 2006 Kitty Cuts Compilation (Kitty-Yo)
- 2005 (Modeselektor Remix) :Missill Mashup (Discograph)
- 2005 Sounds NOW! (Musikexpress)
- 2005 Y2K (Distinctive Breaks Rec)
- 2005 A night at pussy galore (Hörspielmusik)
- 2004 (Modeselektor Remix): Pfadfinderei DVD (Dalbin/Alive)
- 2004 Bar Live After Music (Scandium Rec)
- 2004 Crosstown Rebels Rebel Futurism (Crosstown Rebels)
- 2004 Moment (WMF)
- 2003 Rave on Snow (More Music)
- 2003 Marke B (Wire Magazine)
- 2003 Electric Pop 2 (Mofa/Neuton)